# British Academy Film Award de l'étoile montante
Le British Academy Film Award de l'étoile montante (appelé en anglais Rising Star Award, qui peut également être traduit par « prix du meilleur espoir ») est une récompense spéciale décernée par la British Academy of Film and Television Arts (BAFTA, académie britannique des arts du film et de la télévision) au cours de la cérémonie des British Academy Film Awards, au Royaume-Uni. Elle récompense les nouveaux talents chez les acteurs et actrices de l'année.

## Introduction
Le prix a été créé après la mort de la directrice de casting Mary Selway, en 2004, louée pour avoir aidé de nombreux jeunes acteurs et actrices à atteindre le succès.
Cinq jeunes sont choisis, indépendamment de leur sexe ou de leur nationalité, qu'ils soient apparus dans des films, à la télévision ou dans les deux.
Alors que les nommés sont choisis par un jury de la BAFTA, le gagnant est désigné par le vote du public.

## Palmarès

### Années 2000
- 2006 : James McAvoy
  - Chiwetel Ejiofor
  - Gael García Bernal
  - Rachel McAdams
  - Michelle Williams

- 2007 : Eva Green
  - Emily Blunt
  - Naomie Harris
  - Cillian Murphy
  - Ben Whishaw

- 2008 : Shia LaBeouf
  - Sienna Miller
  - Elliot Page
  - Sam Riley
  - Tang Wei

- 2009 : Noel Clarke
  - Toby Kebbell
  - Rebecca Hall
  - Michael Fassbender
  - Michael Cera

### Années 2010
- 2010 : Kristen Stewart
  - Jesse Eisenberg
  - Nicholas Hoult
  - Carey Mulligan
  - Tahar Rahim

- 2011 : Tom Hardy
  - Gemma Arterton
  - Andrew Garfield
  - Aaron Taylor-Johnson
  - Emma Stone

- 2012 : Adam Deacon (en)
  - Chris Hemsworth
  - Tom Hiddleston
  - Chris O’Dowd
  - Eddie Redmayne

- 2013 : Juno Temple
  - Elizabeth Olsen
  - Andrea Riseborough
  - Suraj Sharma
  - Alicia Vikander

- 2014 : Will Poulter
  - Dane DeHaan
  - George MacKay
  - Lupita Nyong'o
  - Léa Seydoux

- 2015 : Jack O'Connell
  - Gugu Mbatha-Raw
  - Margot Robbie
  - Miles Teller
  - Shailene Woodley

- 2016 : John Boyega
  - Taron Egerton
  - Dakota Johnson
  - Brie Larson
  - Bel Powley

- 2017 : Tom Holland
  - Laia Costa
  - Lucas Hedges
  - Ruth Negga
  - Anya Taylor-Joy

- 2018 : Daniel Kaluuya
  - Timothée Chalamet
  - Josh O'Connor
  - Florence Pugh
  - Tessa Thompson

- 2019 : Letitia Wright
  - Jessie Buckley
  - Cynthia Erivo
  - Barry Keoghan
  - Lakeith Stanfield

### Années 2020
- 2020 : Micheal Ward (en)
  - Awkwafina
  - Kaitlyn Dever
  - Kelvin Harrison Jr.
  - Jack Lowden

- 2021 : Bukky Bakray
  - Conrad Khan (en)
  - Kingsley Ben-Adir
  - Morfydd Clark
  - Sope Dirisu

- 2022 : Lashana Lynch
  - Ariana DeBose
  - Harris Dickinson
  - Millicent Simmonds
  - Kodi Smit-McPhee

- 2023 : Emma Mackey
  - Naomi Ackie
  - Sheila Atim
  - Daryl McCormack
  - Aimee Lou Wood

- 2024 : Mia McKenna-Bruce
  - Phoebe Dynevor
  - Ayo Edebiri
  - Jacob Elordi
  - Sophie Wilde

- 2025 : David Jonsson[4]
  - Marisa Abela
  - Jharrel Jerome
  - Mikey Madison
  - Nabhaan Rizwan